# Gösser
A Gösser egy osztrák sörmárka. Napjainkban 32 országban forgalmazzák. Magyarországon a 20. század végétől van jelen.

## Története
A gössi sörfőzés története 1010-ben kezdődött. Adula von Leuben grófnő ekkor alapította Gössben (ma Leoben része) azt a Benedek-rendi kolostort, ahol a sört főzték. Bizonyítékként Lenhardt Neumeister sörfőző nevét és az általa készített gössi sör hírét egy 1459-ben született pergamen is őrzi. 1797-ben állítólag I. Napóleon francia császár is ellátogatott Gössbe, ahol egy béketárgyalásra utazva megkóstolta a helyi sört.
1860-ban az apátság épületét a grazi származású Max Kober vásárolta meg, aki korábban Galíciában tanulta ki a serfőzést. Érkezése után néhány hónappal már működött a gössi sörgyár, a Bräuerei Göss, ahol 1890-ben évi 70 000 hektoliter Gösser készült. Max Kober ekkor részvénytársasággá alakította vállalkozását, így jelentős tőke áramlott a vállalatba.
1913-ban megszületett a híres G-jelzés, a Gösser sörök azóta is ismert jelképe. A korszakban egyedülálló módon, 1920-ban a vállalat bevezette a pasztörözést. A tartósítási eljárásnak köszönhetően a Gösser sörök tovább megőrizték szavatosságukat és Ausztrián kívülre is eljutottak. Ennek is köszönhető, hogy 1955-ben már évi 553 000 hektoliter Gösser készült. Ugyanebben az évben a mai Ausztriát létrehozó osztrák államszerződés aláírását követő ünnepi fogadáson a Gösser sör is a menü része volt.
1977-ben egyesült a Steierbrauval. 1983-ban először sikerült átlépni az egymillió hektolitert a legyártott sör mennyiségét tekintve. 1997-ben a Gösser a Brau Union Austria részvénytársaság része lett, amely 2003 óta a Heineken N.V. nemzetközi vállalathoz tartozik.

## A Gösser Magyarországon
Az 1980-as években az Ausztriából származó import révén itthon is hozzá lehetett jutni egy-egy üveg Gösserhez. 1995 óta már Magyarországon is gyártják a Gösser söröket - jelenleg a HEINEKEN Hungária Sörgyárak Zrt. soproni sörgyárában. 2009-ben a hazai sörpiac első prémium ízesített söreként megjelent itthon a Gösser NaturZitrone, amit 2011-ben a teljesen alkoholmentes NaturZitrone 0,0% követett. Az alkoholmentes, citromos sör bevezetése után rögtön elnyerte Az Év Terméke Díjat.

## A Gösser termékei

### Gösser Spezial
A klasszikus Gösser Spezial prémium világos sör. A Gösser aromában gazdag, komlózott sör. A Gösser Spezial osztrák licencet követve, Magyarországon készül, de más recept alapján, mint Ausztriában. Alkoholtartalma: 5,1%, energiatartalma: 45 kcal/100 ml

### Gösser NaturZitrone
A Gösser NaturZitrone természetes citromlével ízesített prémium sör, alacsony alkoholtartalommal. Ausztriában Naturradler néven forgalmazzák.
Alkoholtartalom: 2,0%
Kalóriatartalom: 39 kcal/100 ml

### Gösser NaturZitrone 0,0%
A Gösser NaturZitrone 0,0% természetes citromlével ízesített, mesterséges adalékanyagoktól mentes prémium sör. A teljesen alkoholmentes NaturZitrone 0,0% 2011 óta kapható Magyarországon. A sör 2012-ben Az Év Terméke Díj élelmiszer kategóriájának nyertese lett. A Gösser Naturzitrone 0,0% teljes mértékben magyar koncepció alapján készül, Ausztriában nem lehet kapni.
Alkoholtartalom: 0,0%
Kalóriatartalom: 37 kcal/100 ml

### Gösser Alkoholfreies Naturbier
A Gösser Alkoholfreies Naturbier alkoholmentes, prémium világos sör, mellyel 2010 tavaszától 2018-ig volt kapható.
Alkoholtartalom: 0,0%
Kalóriatartalom: 17 kcal/100 ml

## Külső hivatkozások
- A Gösser hivatalos oldala
- Heineken Hungária weboldala
- folyékony kenyér blog
- Élelmiszer.hu Archiválva 2010. január 4-i dátummal a Wayback Machine-ben
- A Gösser hivatalos jubileumi oldala